# Nivch (taal)
Het Nivch (Нивхгу диф, Nivxgu dif), verouderd; Giljaaks, is een taal die gesproken wordt door de Nivchen, die in het verre oosten van Rusland leven. Het Nivch is voor zover bekend niet verwant met enige andere taal en is daarom een isolaat, maar wordt wel ingedeeld bij de groep van de Paleosiberische talen.
De taal is bedreigd. Veel Nivchen spreken tegenwoordig Russisch en in 2002 spraken minder dan 700 mensen hun oorspronkelijke taal.
Het aantal sprekers is snel teruggelopen. In 2010 werden nog amper 198 native sprekers geteld, minder dan 4% van de Nivchen.
| Jaar | Aantal Nivchen | Sprekers Nivch | Procent |
| ---- | -------------- | -------------- | ------- |
| 1926 | 4.100          | 4.100          | 100%    |
| 1959 | 3.700          | 2.800          | 76%     |
| 1970 | 4.400          | 2.200          | 50%     |
| 1979 | 4.400          | 2.100          | 48%     |
| 1989 | 4.700          | 1.100          | 23%     |
| 2002 | 5.162          | 688            | 13%     |
| 2010 | 4.950          | 198            | 4%      |

Nivch is ingedeeld in vier dialecten: het Amur, het Noord-Sachalin, het Zuid-Sachalin en het Oost-Sachalin dialect. Het verschil tussen het Amur en die laatste drie is zo groot dat door sommigen wel gesproken wordt van twee aparte talen die een eigen Nivch-talenfamilie vormen.
Het Nivch is een synthetische taal, kent een uitgebreide grammatica en de standaard woordvolgorde is SOV (Subject-Object-Verb).